# クリアウォーター・スレッシャーズ
クリアウォーター・スレッシャーズ（Clearwater Threshers ）は、アメリカ合衆国フロリダ州クリアウォーターに本拠地をおくマイナーリーグの野球チーム。MLBのフィラデルフィア・フィリーズ傘下シングルA級チームで、フロリダ・ステート・リーグに所属している。本拠地球場はベイケア・ボールパーク。

## 歴史
フィラデルフィア・フィリーズにより設立され、「クリアウォーター・フィリーズ」と名付けられた。1985年4月12日にホームでタンパ・ターポンズとの最初の試合をした。
2018年にジェイソン・アダムスがGMに就任した。